# 迪靈 (密蘇里州)
迪靈（英語：Deering）是位於美國密蘇里州佩米斯科特縣的普查規定居民點。

## 歷史
迪靈的郵局自1903年營運至今。

## 人口
根據2020年美國人口普查的數據，迪靈的面積為0.77平方千米，皆為陸地。當地共有人口61人，而人口密度為每平方千米79.22人。